# كرنب سافوي
كُرُنب سافوي أو ملفوف سافوي هو ضربٌ من ضروب الكرنب أو الملفوف الزيتي. كرنب سافوي هو أحد الخضار الشتوية وأحد أصناف الملفوف المتعددة. له أوراق خضراء زمردية مجعدة أو مشرشرة وهي مقرمشة وذات قوام مرن قليلاً على الحنك. سمي على اسم منطقة سافوي في فرنسا، ويُعرف أيضًا باسم ملفوف ميلان نسبة إلى مدينة ميلان أو الملفوف اللُمبردي نسبة إلى منطقة لُمبردية في إيطاليا.